# Giuseppe Castiglione (slikar)
Giuseppe Castiglione, S.J.,  (kitajsko: 郎世宁; tradicionalno kitajsko: 郎世寧; pinyin: Lángshìníng); *  19. julij 1688, † 17. julij 1766, je bil italijanski jezuitski brat na Kitajskem, ki je na dvoru služil kot dvorni slikar trem cesarjem: Cesar Kangxi (kitajsko: 康熙), cesar Yongzheng (kitajsko: 雍正) in cesar Qianlong (kitajsko: 乾隆). Risal je v stilu, ki je mešanica Europejskega in kitajskega tradicionalnega stila. 

## Življenje v Italiji
Castiglione je bil rojen v Milanu, v San Marcellinu, 19. julija 1688. Šolal se je doma s pomočjo osebnih učiteljev, kar je bila stalna praksa bogatih družin. Slikanja se je učil pod vodstvom mojstrov. Pri 19. letih se je pridružil jezuitom »Red Domus Probationis«. Castiglione je po tem odpotoval na Portugalsko, kjer se je želel vkrcati na ladjo do Kitajske, vendar je podaljšal njegovo bivanje tam, ker je dobil ponudbo za dve slikarski deli; poslikava kapele svetega Francisa Borgia v Coimbri in portret otrok Avstrijske kraljice Marije Ane. Leta 1715 je končno sedel na ladjo in odpotoval na Kitajsko. 

## Življenje na Kitajskem
V sredini poznega obdobja Kangxijevega vladanja (pozno 16. stoletje in zgodnje 17. stoletje), je ta želel zaposliti več talentiranih zahodnjakov na področju medicine, znanosti, vitraž in umetnosti. 20. avgusta 1715 je 27. letni Giuseppe Castiglione bil del skupine predstavnikov, ki so potovali v Peking na pobudo cesarja Kangxija. Skupina je po pristanku v Makau potovala v Guangzhou, kjer so čakali na dovoljenje dvora, da lahko nadaljujejo pot v Peking. Skupaj z duhovnikom Matteom Ripa (1682-1746) je tako nadaljeval pot do Pekinga, kjer je bil predstavljen cesarju in tako se je začela njegova skoraj 51 letna doba služenja na cesarskem dvoru kot dvorni slikar. Njegovi umetniški dosežki in številne preživele poslikave so shranjene v arhivih cesarskih umetniških delavnic, katere dokazujejo, da je njegovo delo bilo zelo cenjeno s strani cesarjev; cesar Kangxi. cesar Qianlong in cesar Yongzheng. Prvo, in najbolj pomembno, pričakovanje s strani Kangxija od jezuitov je bilo prenesti evropske tehnike slikanja med kitajske slikarske vajence. Med delovanjem pri cesarju Qianlongu je Giuseppe Castiglione pridobil veliko slavo in prepoznanje. Bil je tudi znan po svoji preprostosti in skromnosti, kar je pripomoglo k temu, da so ga cesarji bolj cenili. 
Castiglione je na kitajskem prevzel tudi kitajsko ime: Lang Shining (郎世宁). 

## Delo

### Slikarstvo
Castiglionova naloga je bila vnesti zahodne tehnike, kot so chiaroscuro, perspektiva in uporaba čopičev, v kitajske tematike in tehnike. Njegova primarna naloga je bila slikanje portretov, upodobitve konjev, psov, ptičev in rož ter razmejitev arhitekturnih značilnosti. Lokalni slikarji pa so imeli nalogo risati pokrajinske elemente, barvati slike in postavljati kompozicijo. Znani sta dve deli: Xinxie Zhipingtu (V mojem srcu je moč mirnega vladanja) in viseči zvitek哨鹿圖 (Shaolutu - Patrulja lova na divjad). Pri teh delih se vidi Castiglionova natančnost risanja s čopičem in senčenje obrazov, ki izhaja italijanskega stila risanja z oljnimi barvami. Prve slike, risane z novim stilom, so ohranjene iz časa prvega leta vladovanja Yongzhenga (1723). V tem času so jezuiti imeli nekoliko otežene pogoje dela, saj so morali neposredno delati za cesarja in mu ugajali. U primeru, da je cesar menil, da njihovo delo ni zadostno, so bili poslani nazaj v rodni kraj. (Yu, 2015) Shaolutu - Patrulja lova na divjad) Castiglionova slava se poveča med vladanjem cesarja Qianlonga. Temu cesarju je Castiglione služil tri desetletja in se med tem povzpel na višji čin v Qinovski hierarhiji. Na dvoru je nadaljeval svoje delo s slikanjem raznih subjektov, prav tako pa tudi portrete cesarja in cesaric. Qianlong je imel zelo veliko zanimanje za slike konjev, zato je Castiglione tudi naslikal veliko serji takšnih slik.  Giuseppe Castiglione je umrl 17. julija 1766 v Pekingu. Njegova osmrtnica je bila osebno napisana s strani cesarja Qianlonga, ki mu je prav tako postavil tudi spominski kamen.

### Arhitektura
Poleg svoje veščine slikanja je bil tudi odgovoren za oblikovanje palač zahodnega sloga v kraljevih vrtovih stare Poletne palače. Projekt je leta 1747 začel Qianlong na vrtu, ki ga je nekoč uporabljal Yongzheng, z gradnjo evropskih stiliziranih palač in vrtov, aviarjev, labirinta in perspektivnih slik, ki so bile organizirane kot gledališke odrske razstave, ter vodnjake in vodomete, ki jih je zasnoval Michel Benoist. Castiglione je prav tako ustvaril trompe-l'œil slike na stenah palač. Objekti so žal bili uničeni leta 1860 med drugo opijsko vojno. 

## Giuseppe Castiglione v Hallerstainovih pismih
V njegovih pismih Hallestain ponudi pomemben vidik kraljevih slikarjev, sploh kar se tiče Castigliona. Hallestain hvali tehnične sposobnosti slikarja in izpostavlja njegova dela kot na primer sliko »Sto konjev«, portrete cesarja in cesarice, njegove arhitekturne načrte za več palač v evropskem slogu v Poletni palači (Yuanming Yuan 圓明園) in vrsto bojnih prizorov iz Evrope; njegove poslikave primerja s tisitimi v Rimu in v Evropi, s tem, da vsekakor ima raje poslikave kolega misijonarja.  Kot je zapisal Hallerstein v pismu 10. oktobra 1741, so italijanu dovolili slikati portrete cesarja in njegove soproge v njihovih sobanah ", kjer jih prej ni bil videl noben Evropejec" in delati za "popolno zadovoljstvo cesarja". Ker je cesar menil, da so sence na obrazu zgledale kot umazanija, se je izognil uporabi senčenja in chiaroscuro, ter namesto tega zmanjšal intenziteto osvetlitve prednjih potez obraza. 

## Stili in tehnike
Skupaj z drugimi Evropski slikarji in njihovi kitajski sodelavci je pomagal ustvariti novo šolo slikarstva, ki je kombinirala evropsko znanje o oljnem slikarstvu s kitajskimi tehnikami črnila in pigmentov. Dve novi tehniki v oljnem slikanju in jedkanju bakrenih plošč so bili vpeljani v slikarstvo, prav tako pa je očiten tudi vpliv zahoda pri uporabi perspektive in chiaroscura. Da bi zadovoljili cesarjeve okuse, je Castiglione naslikal standardne predmete, kot so cvetove in rastline, živali (konji in psi), krajine, arhitekture, portrete, hkrati pa tudi upodabljal tok sodobnih dogodkov. Ponašal se je kot mojster oljnega slikarstva in xianfa  綫法 stilom (linijska metoda). Njegov visoki položaj je pomenil, da mu je bil odobren privilegij, da ima svoje slike razstavljene v velikih dvoranah Prepovedanega Mesta in druge pomembne lokacije, kot je Lama Temple (Yonghegong 雍和宮), Poletna palača, Evropska palača in Poletna gora (Chengde 承德).  Eno najbolj znanih del Castiglioneta je zelo velik drsnik, »Sto konjev«, ki ga je naslikal na zahtevo cesarja Yongzhenga, v katerem naslika konje na realističen način, v različnih položajih med drevesi in na pašnikih. Po besedah Hallerstaina, po Qianlongovi prošnji je slikar izdelal manjšo verzijo poslikave na sončniku tako, da je lahko cesar, ki je imel zelo rad to mojstrovino, jo lahko vedno imel pri sebi. Na žalost je ta manjša poslikava verjetno izgubljena. 

## Castiglionova zapušina
- Leta 2005 so posneli televizijsko serijo Gongting huashi langshining宫廷画师郎世宁 (Dvorni slikar), kjer je glavno vlogo igral Mark Rowswell, in je bila predvajana na kitajski centralni televiziji.
- Slika Beijuntu-百駿圖 (Sto konjev v pokrajini) je nastala leta 1728, ki jo je naročil cesar Yongzheng. Slika je posebna, ker so nekateri konji naslikani v galopu in to še ni bilo nikoli prej naslikano s strani evropskih slikarjev. Naslikana je bila z uporabo tempera barv na svili, in je skoraj 8 metrov dolg drsnik. V večini je bil narejen v evropskem stilu perspektive in padanja svetlobe. Baročni stil chiaroscuro pa je zmanjšan, da je viden samo v sencah pod kopiti konjev.   
- Portret cesarice Xiao Xianchun 孝贤春 naj bi bil izpod rok Guseppe Castigliona, čeprav avtor ni podpisan. Sklepajo, da je slika njegova, po izbrani tehniki risanja, kvaliteti in starosti cesarice. Cesarica Xiao je bila prva žena cesarja Qianlonga.
- Serije slik cesarja Qianlonga: Cesar Qianlong s puščico (To so slike, ko je cesar bil v vlogi lovca, v svojih tridesetih, med jahanjem konja. Glavni subjekt- cesar- je bil narisan s strani Castigliona, ozadje pa s strani kitajskih slikarjev.), Portret cesarja  Qianlonga, oblečenega kot veliki budist (Cesar je prikazan kot budisatvav sedečem položaju s prekrižanimi nogami. Prikazovala naj bi povezanost med Budo Shakyamuni in cesarjem.) Portret cesarja Qianlonga (Prikazan cesar v svoji cesarski obleki, ki sedi na svojem prestolu.  
- Slika Juruitu 聚瑞圖 (Shod obetavnih znamenj) je ena prvih znanih slik izpod rok Giuseppe Castigliona, kjer je uporabljal mešanico kitajskega in zahodnega stila risanja. 
- Kitajsko slovenska slikarka, po imenu Wang Huiqin (kitajsko 汪慧琴, Wāng Huìqín) je  avtorjica izvirne slikanice Hallerstein: Slovenec v Prepovedanem mestu (Mladinska knjiga 2014, ISBN / EAN: 9789610133032), ki je tudi dobila nagrado Kristine Brenkove